# 下荒田
下荒田（しもあらた）は、鹿児島県鹿児島市の町丁。旧薩摩国鹿児島郡鹿児島近在下荒田町、鹿児島市下荒田町、鹿児島市荒田町、鹿児島市下荒田町。郵便番号は890-0056。人口は10,677人、世帯数は6,559世帯（2020年4月1日現在）。下荒田一丁目から下荒田四丁目まであり、下荒田一丁目から下荒田四丁目までの全域で住居表示を実施している。

## 地理
鹿児島市の中央部、甲突川中流域に位置する。町域の北方に新屋敷町、甲突町、南方に鴨池及び与次郎、東部に天保山町、西部に荒田、高麗町がそれぞれ接している。
町域の北方には甲突川が流れている。

### 河川
- 甲突川

## 歴史

### 下荒田町の新設
1879年（明治12年）、鹿児島近在の荒田村（現在の上荒田町の前身）から下荒田町として分立した。下荒田町は平民に比べて士族が多く居住しており、武家町であったとされる。

### 市制施行から第二次世界大戦まで
1888年（明治21年）に公布された市制（明治21年法律第1号）に基づき、1889年（明治22年）2月2日に官報に掲載された「 市制施行地」（内務省告示第1号）によって鹿児島が市制施行地に指定された。3月5日には鹿児島県令第26号によって鹿児島郡のうち50町村が市制による鹿児島市の区域と定められ、4月1日に市制が施行されたのに伴い、鹿児島郡50町村（山下町、平之馬場町、新照院通町、長田町、冷水通町、上竜尾町、下竜尾町、池之上町、鼓川町、稲荷馬場町、清水馬場町、春日小路町、車町、恵美須町、小川町、和泉屋町、浜町、向江町、栄町、柳町、易居町、中町、金生町、東千石馬場町、西千石馬場町、汐見町、泉町、築町、生産町、六日町、新町、松原通町、船津町、呉服町、大黒町、堀江町、住吉町、新屋敷通町、加治屋町、山之口馬場町、樋之口通町、薬師馬場町、鷹師馬場町、西田町、上之園通町、高麗町、下荒田町、荒田村、西田村、塩屋村）の区域より鹿児島市が成立した。それまでの下荒田町は鹿児島市の町「下荒田町」となった。
1899年（明治32年）には、下荒田町が「荒田町」に改称し、1911年（明治44年）に再び「下荒田町」に改称している。また、同年9月30日には鹿児島郡西武田村の大字武（現在の武）のうち飛地となっていた天保山（現在の天保山町の北半分）の区域を鹿児島市に編入し、下荒田町に編入された。1934年（昭和9年）2月には、下荒田町に属していた天保山の区域が分割され天保山町が設置された。
1945年（昭和20年）4月8日にはアメリカ軍の爆撃機によって下荒田町や田上町、平之町、加治屋町、東千石町、新照院町が爆撃され、死者587名、負傷者424名の被害が出た。また、8月6日には下荒田町、原良町、薬師町方面に空襲が行われた。

### 第二次世界大戦以後
1971年（昭和46年）7月1日に高麗・荒田地区において住居表示が実施されることとなった。これに伴い、上荒田町及び下荒田町の一部より荒田一丁目、上荒田町及び鴨池町（現在の鴨池）、下荒田町の各一部より荒田二丁目が設置され、下荒田町の一部を高麗町に編入した。
1973年（昭和48年）12月3日には天保山町、鴨池町（現在の鴨池）、下荒田町の各一部にあたる下荒田・天保山地区において住居表示が実施されるのに伴い町域の再編が行われた。下荒田町、天保山町、上荒田町の各一部より「下荒田一丁目」、下荒田町、天保山町の各一部より「下荒田二丁目」、鴨池町、上荒田町、下荒田町の各一部より「下荒田三丁目」、鴨池町、下荒田町の各一部より「下荒田四丁目」が設置され、下荒田町の一部が天保山町に編入された。同時に住居表示が実施された。
1976年（昭和51年）10月12日に与次郎ヶ浜地区において住居表示が実施されることとなり、それに伴い下荒田町の全域において町域の再編が実施された。下荒田町の残部より与次郎一丁目及び与次郎二丁目を設置、鴨池二丁目に編入された。これにより「下荒田町」は廃止された。

### 町域の変遷
| 変更後               | 変更年             | 変更前                           |
| -------------------- | ------------------ | -------------------------------- |
| 下荒田町（新設）     | 1879年（明治12年） | 鹿児島郡鹿児島近在荒田村         |
| 下荒田町（編入）     | 1911年（明治44年） | 鹿児島郡西武田村大字武（天保山） |
| 天保山町（新設）     | 1934年（昭和9年）  | 下荒田町（一部）                 |
| 荒田一丁目（新設）   | 1971年（昭和46年） | 上荒田町（一部）                 |
| 荒田一丁目（新設）   | 1971年（昭和46年） | 下荒田町（一部）                 |
| 荒田二丁目（新設）   | 1971年（昭和46年） | 上荒田町（一部）                 |
| 荒田二丁目（新設）   | 1971年（昭和46年） | 鴨池町（一部）                   |
| 荒田二丁目（新設）   | 1971年（昭和46年） | 下荒田町（一部）                 |
| 高麗町（編入）       | 1971年（昭和46年） | 下荒田町（一部）                 |
| 下荒田一丁目（新設） | 1973年（昭和48年） | 下荒田町（一部）                 |
| 下荒田一丁目（新設） | 1973年（昭和48年） | 天保山町（一部）                 |
| 下荒田一丁目（新設） | 1973年（昭和48年） | 上荒田町（一部）                 |
| 下荒田二丁目（新設） | 1973年（昭和48年） | 下荒田町（一部）                 |
| 下荒田二丁目（新設） | 1973年（昭和48年） | 天保山町（一部）                 |
| 下荒田三丁目（新設） | 1973年（昭和48年） | 鴨池町（一部）                   |
| 下荒田三丁目（新設） | 1973年（昭和48年） | 上荒田町（一部）                 |
| 下荒田三丁目（新設） | 1973年（昭和48年） | 下荒田町（一部）                 |
| 下荒田四丁目（新設） | 1973年（昭和48年） | 鴨池町（一部）                   |
| 下荒田四丁目（新設） | 1973年（昭和48年） | 下荒田町（一部）                 |
| 天保山町（編入）     | 1973年（昭和48年） | 下荒田町（一部）                 |
| 与次郎一丁目（新設） | 1976年（昭和51年） | 下荒田町（全域）                 |
| 与次郎二丁目（新設） | 1976年（昭和51年） | 下荒田町（全域）                 |
| 鴨池二丁目（編入）   | 1976年（昭和51年） | 下荒田町（全域）                 |

## 人口

### 町丁別
|              | 世帯数 | 人口  |
| ------------ | ------ | ----- |
| 下荒田一丁目 | 1,612  | 2,580 |
| 下荒田二丁目 | 1,451  | 2,428 |
| 下荒田三丁目 | 1,568  | 2,620 |
| 下荒田四丁目 | 1,928  | 3,049 |

### 国勢調査
以下の表は国勢調査による小地域集計が開始された1995年以降の人口の推移である。
| 年                 | 人口   |
| ------------------ | ------ |
| 1995年（平成7年）  | 11,465 |
| 2000年（平成12年） | 11,087 |
| 2005年（平成17年） | 11,131 |
| 2010年（平成22年） | 11,345 |
| 2015年（平成27年） | 11,269 |

## 施設

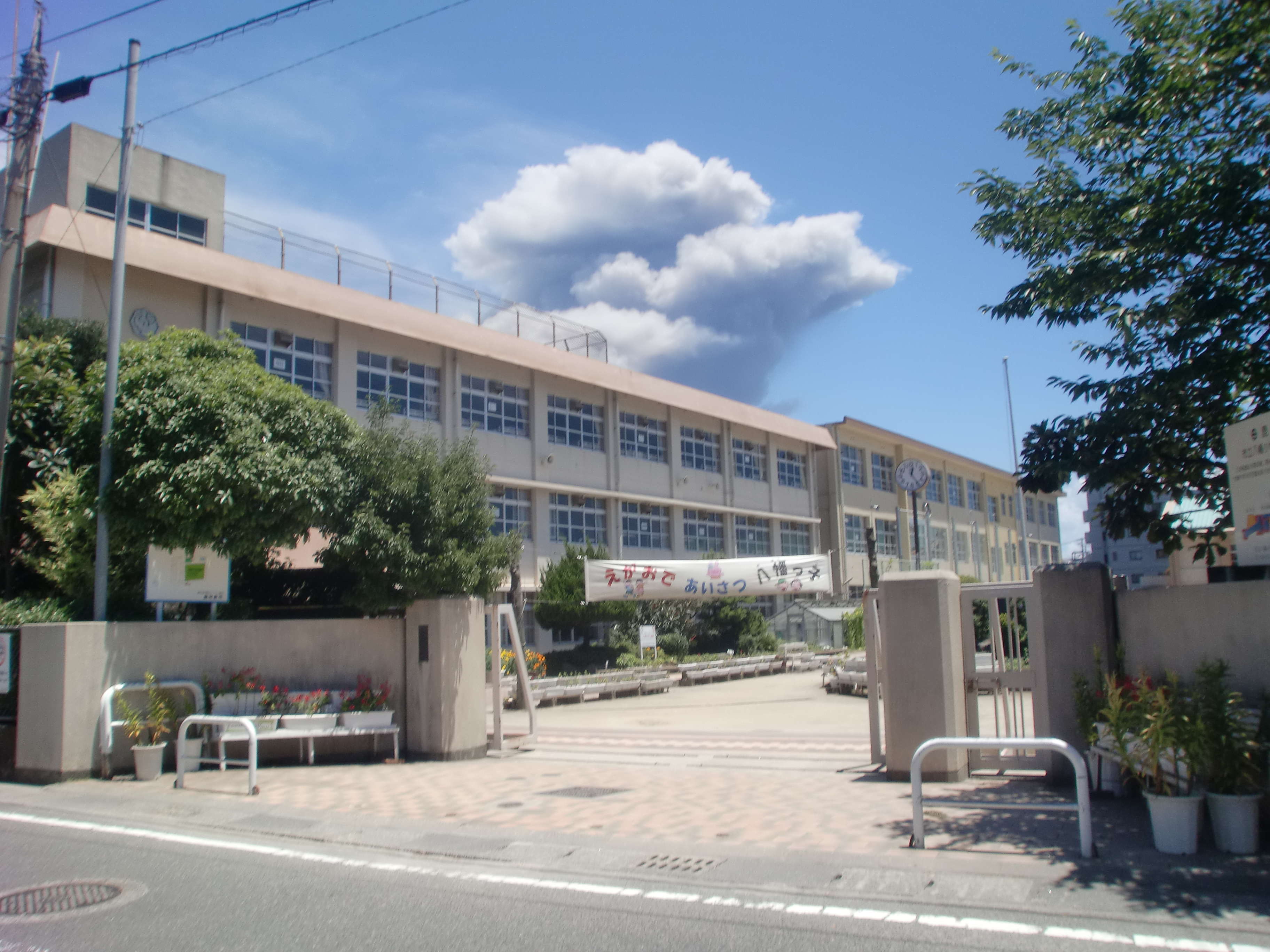
鹿児島市立八幡小学校

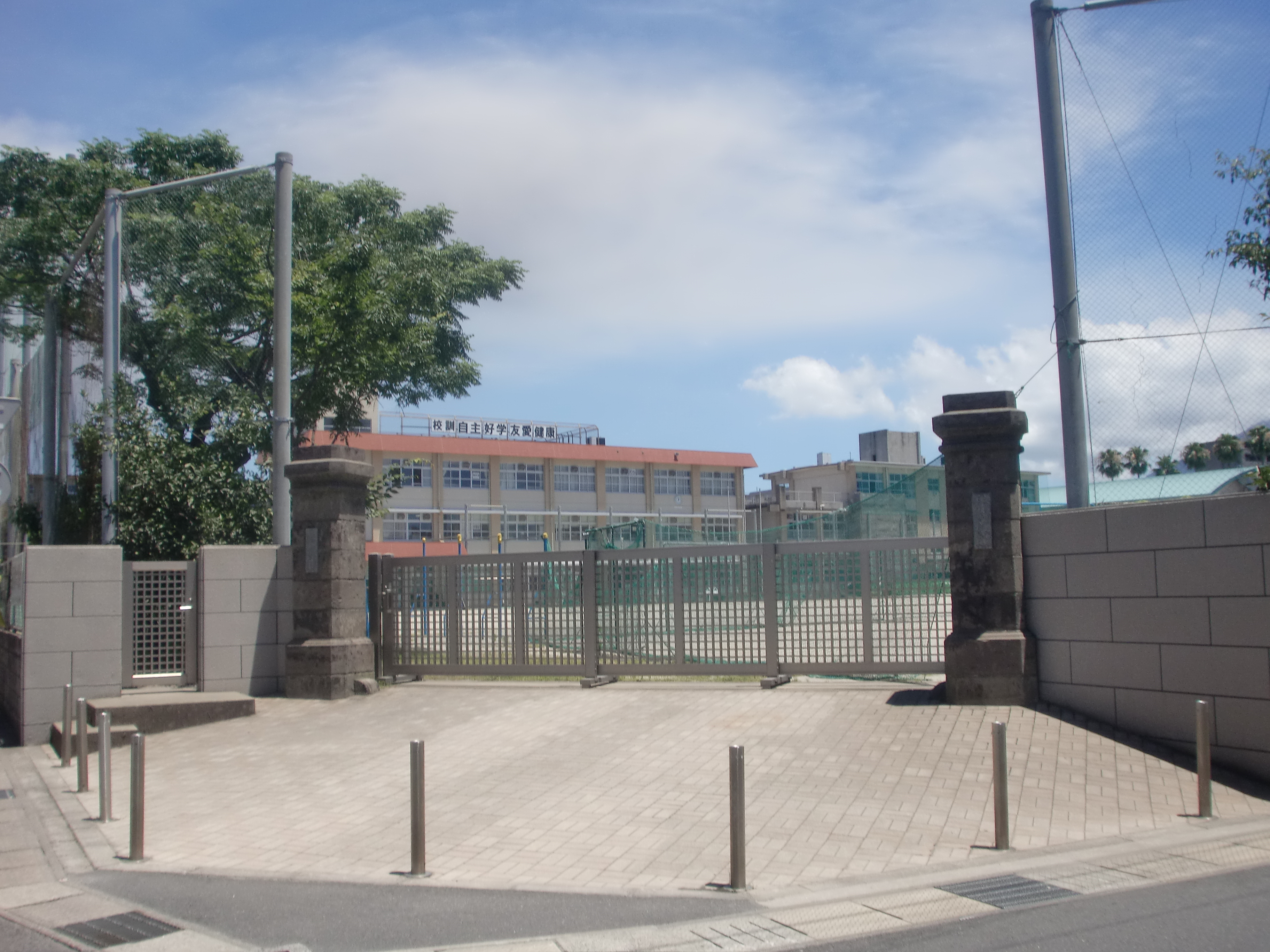
鹿児島市立天保山中学校

### 公共
- 鹿児島県総合体育センター体育館[30]
- 鹿児島県警察鹿児島中央警察署荒田交番[31]
- 八幡福祉館[32]

### 教育
- 鹿児島大学水産学部[33]
- 野村服飾専門学校[34]
- 鹿児島外語学院[34]
- 鹿児島市立天保山中学校[35]
- 鹿児島市立八幡小学校[36]
- 研明舎幼稚園[37]
- 八幡幼稚園[37]

### 郵便局
- 鹿児島下荒田一郵便局[38]
- 鹿児島下荒田四郵便局[39]

### 寺社
- 荒田八幡宮
- 高野山清光院
- 大東寺

## 小・中学校の学区
市立小・中学校に通う場合、学区（校区）は以下の通りとなる。
| 町丁         | 番・番地 | 小学校               | 中学校                 |
| ------------ | -------- | -------------------- | ---------------------- |
| 下荒田一丁目 | 全域     | 鹿児島市立八幡小学校 | 鹿児島市立天保山中学校 |
| 下荒田二丁目 | 全域     | 鹿児島市立八幡小学校 | 鹿児島市立天保山中学校 |
| 下荒田三丁目 | 全域     | 鹿児島市立八幡小学校 | 鹿児島市立天保山中学校 |
| 下荒田四丁目 | 全域     | 鹿児島市立八幡小学校 | 鹿児島市立天保山中学校 |

## 交通

### 道路
一般国道
- 国道225号

主要地方道
- 鹿児島県道20号鹿児島加世田線

一般県道
- 鹿児島県道218号鹿児島港下荒田線

## 下荒田出身の著名な人物

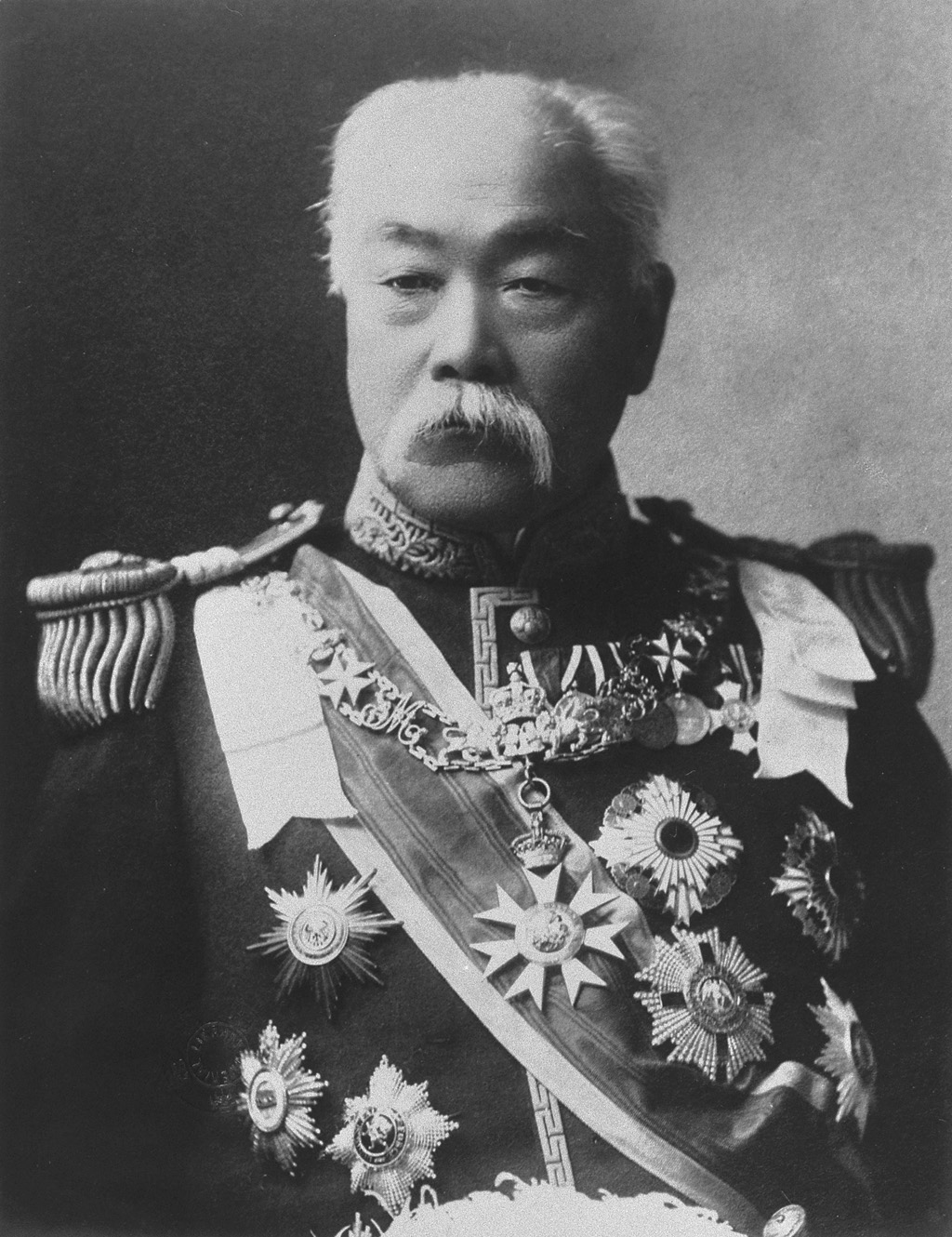
第4・6代内閣総理大臣 松方正義

一覧には下荒田町が設置される1879年（明治12年）以前の荒田村出身の者のうち現在の下荒田の区域を出身とするものを含む。
- 松方正義 - 第4・6代内閣総理大臣（誕生当時は荒田村の一部、生誕地は現在の松方公園[41]）
- 税所篤 - 薩摩藩士、枢密顧問官。
- 園田実徳 - 実業家、政治家（誕生当時は荒田村の一部）
- 横山正治 - 大日本帝国海軍軍人（真珠湾攻撃における九軍神の一人）